# 어 햇 인 타임
《어 햇 인 타임》(A Hat in Time)은 2017년에 발매된 플랫폼 액션 어드벤처 게임이다. 덴마크의 비디오 게임 개발사 기어즈 포 브렉퍼스트의 첫 작품으로 언리얼 엔진 4로 개발됐다.
기본적인 플랫폼 게임플레이 이외에 오픈 월드 맵을 바탕으로 각 레벨마다 특수한 임무를 수행하는 것이 특징으로, 《슈퍼 마리오 64》, 《반조 카주이》, 《사이코너츠》, 《스파이로 더 드래곤》과 같은 초기 3D 플랫포머들에서 영향을 받았다. 2012년 8월에 단 한 명의 개발자에 의해 제작이 시작됐으며 이후 개발사 기어즈 포 브렉퍼스트를 설립하고 2013년 킥스타터를 통한 크라우드펀딩으로 제작비를 모금했다.
2017년 10월 5일 마이크로소프트 윈도우 및 macOS로 처음 출시됐다. 콘솔판의 경우 험블 번들이 배급을 맡았으며, 2017년 12월에 플레이스테이션 4 및 엑스박스 원판이, 2019년 10월에는 닌텐도 스위치판이 발매됐다. 그 외에 추가 레벨이 담긴 DLC 컨텐츠로 첫번째로 〈씰 더 딜〉이 2018년 9월에, 두번째로 〈냐쿠자 메트로〉가 2019년 5월에 발매됐다.

## 반응

### 평론
《어 햇 인 타임》은 리뷰 애그리게이터 웹사이트 메타크리틱에서 "복합적 및 평균적 평가"를 기록한 엑스박스 원판을 제외하면 모든 플랫폼에서 "대체적으로 긍정적인 평가"를 기록했다.

### 흥행
《어 햇 인 타임》은 발매 직후 2주 만에 판매량 5만 장을 기록했다. 2018년 7월에는 50만 장을 돌파했으며 2018년 12월에는 1백만 장을 기록했다.